# Sabalan
 Ovo je glavno značenje pojma Sabalan. Za druga značenja pogledajte Sabalan (razdvojba).
Sabalan (perz. سبلان) je vulkanska planina na sjeverozapadu Irana, u Ardabilskoj pokrajini. Zajedno sa Sahandom i Araratom u susjednoj Turskoj predstavlja tektonski aktivnu vulkansku regiju u kojoj su učestali snažni potresi. Najviši vrh smješten je približno 40 km zapadno od Ardabila odnosno 120 km istočno od Tabriza, a njegova najveća nadmorska visina iznosi 4811 m.

## Zemljopis
Masiv Sabalana za razliku od drugih iranskih vulkana nije kružnog oblika već se kao polumjesec proteže se od zapada prema sjeveroistoku duljinom od 120 km odnosno širinom do 40 km, a reljefna struktura ograničena mu je dolinama rijeka Ahar-Čaj i Karasu. U proširenom geomorfološkom kontekstu, Sabalan se nalazi na čvorištu planinske regije koju prožimaju krajnji istočni ogranci Pontskog i Taurskog gorja, južni ogranci Malog Kavkaza, zapadni ogranci Alborza odnosno Tališkog gorja, te sjeverozapadni ogranci Zagrosa. Uža struktura Sabalana dijeli sličnost sa Sahandom po tome da je položajem istaknuta u odnosu na okolne depresije, uz razliku što je u cjelini stožastog oblika. Najveća nadmorska visina Sabalana ovisno o izvorima kreće se između 4740 i 4840 m, iako se najčešće spominje 4811 m što ga čini najvišom planinom između Ararata (5137 m) i Alam-Kuha (4848 m). Ovaj vrh smješten je približno 40 km zapadno od Ardabila odnosno 120 km istočno od Tabriza, a najveći gradovi na njegovim padinama su Sarein i Meškinšaher. Nadmorska visina okolice oscilira između 1300 m na istoku do 1700 m na zapadu.

## Hidrografija
Zbog visine i izloženosti vlažnom zraku s Kaspijskog jezera na istoku, Sabalan je specifičan po stalnom visokom stupnju vlažnosti odnosno stalnom snježnom kapom zbog kojih se u krateru povremeno nakupi golema količina vode, stvarajući pritom jedino kratersko jezero u Iranu. Osim Sabalanskog jezera, ostala planinska jezera na nižim nadmorskim visinama su Atgoli, ardabilski Kara-Gol, sarapski Kara-Gol, Kizil-Bare-Goli, Kizil-Gol, Kuri-Gol i Sari-Gol. Pri vrhu se nalazi i sedam manjih ledenjaka zbog kojih se javljaju sezonski procesi egzaracije. Dugotrajna prisutnost snijega i relativno visoka godišnja količina padalina (>500 mm) rezultiraju stvaranjem brojnih potoka i manjih rijeka koji se mogu podijeliti prema dva zatvorena slijeva − urmijski i kaspijski. Kaspijski slijev obuhvaća sve jugoistočne vodotoke koji se spajaju na Bolag-Čaj, zatim sjeverozapadne na Ahar-Čaj, te istočne i sjeveroistočne koji se zajedno s navedenima nadovezuju na Karasu, potom Aras, te konačno Kuru. Urmijski slijev ograničen je na vodotoke jugozapadnih padina koji pritječu Talhe-Rudu. Kod strmih padina prema dolinama rijeka izražena je fluvijalna erozija.

## Geologija
Zajedno sa Sahandom i Araratom u susjednoj Turskoj predstavlja tektonski aktivno vulkansko područje u kojem su učestali snažni potresi. Sabalan u geološkom smislu predstavlja sjeverozapadni krak pojasa vulkanskih stijena koji se proteže do Kuh-e Kale-Dohtara u Beludžistanu na jugoistoku. Navedeni subdukcijski pojas rezultat je sudara euroazijske i arapske litosferne ploče koji se odigrava od oligocena, a sam Sabalan oblikovan je kroz kasni miocen, pliocen i pleistocen. Stratigrafska struktura samog vulkanskog masiva sastoji se od miocenske podloge, zatim pliocenske lave, tufa i piroklastičnih stijena, potom pleistocenskog trahita i taloga lahara, te aluvijskih površinskih naslaga. Vulkanska erupcija Sabalana nije zabilježena već tisućama godina, a posljednje izlijevanje lave nastupilo je kroz holocen. Njegove unutrašnje aktivnosti na površini razabiru razni termalni izvori s prvenstveno sulfatima kod kojih se temperatura kreće između 21-82°C.

## Vegetacija
Veličina i reljef Sabalana igraju važnu ekološku ulogu i utječu na klimu i vegetaciju sjeverozapadnog Irana odnosno Ardabilske pokrajine, te Zapadnog i Istočnog Azarbajdžana. Na blažim padinama do 2500 m nadmorske visine, automorfna tla sastavljena od smeđe zemlje na litosolu pogodna su za poljoprivredu, a prevladava stepski tip vegetacije. Iznad navedene visine poljoprivredni uvjeti vrlo su ograničeni zbog čega nema stalnih naselja. Druga zona biljnog pokrova obuhvaća područja do 4000 m visine na kojima prevladava alpski tip livada, dok se veće visine svode isljučivo na ogoljeni kamen i ledenjake.

## Gospodarstvo
Sabalan je povijesno imao veliku gospodarsku važnost u regionalnom i lokalnom smislu. Regionalno, vulkan i njegova šira okolica sadrže velik broj mineralnih i termalnih izvora (perz. ab-e garm) koji privlače i lokalno stanovništvo i turiste jer sumporne toplice posjeduju veliku moć liječenja kožnih bolesti. Iranist G. Schweizer navodi da su u toplicama tijekom 1960-ih godina liječeni ne samo ljudi već i životinje lokalnih seljana. Na južnim padinama Sabalana sagrađena su termalna lječilišta sa suvremenim medicinskim ustanovama koja redovito posjećuju turisti iz Tabriza i Teherana. U lokalnom smislu, Sabalan zbog povoljnih klimatskih uvjeta predstavlja područje velikih pogodnosti za poljoprivredu, osobito na blažim južnim padinama. Između Sabalana i Sahanda kroz povijest je vladao veliki kontrast u načinu života ‒ u planinama prvog prevladavalo je nomadstvo, a na drugom stalna ruralna naselja. Nomadi su uglavnom bili Kurdi, boravili su sjeverno od Sabalana do moganskih stepa odnosno rijeke Aras, a šest njihovih glavnih plemena bili su Čalabijanlu, Muhamed Hanlu, Huseinaklu, Hadži Alilu, Hasan Beglu i Karačorlu. Gornja ljetna granica za ispašu bila je 3800 m, dok su šatori postavljani do 3500 m. Ove turcizirane šijitske zajednice na sjedilački način života prešle su tijekom 20. stoljeća. Velika preobrazba u okolici nastupila je i zbog izgradnje brana i drugih sustava za navodnjavanje čime su nekadašnji pašnjaci pretvoreni u plodne poljoprivredne površine. Studije provedene sredinom 2000-ih godina pokazale su da vulkan ima predispozicije za gradnju geotermalnih elektrana. Osim zdravstvenog, na Sabalanu je također razvijen športski i ekološki turizam. Popularni športovi su planinarenje, alpinizam i skijanje ‒ na južnim padinama nedaleko od Sareina nalazi se suvremeno skijalište Alvares.

## Galerija
- Reljef
- Sabalansko jezero
- (engl.) Zemljovid ledenjaka
- Planinarski dom
- Planinski vrh

## Poveznice
- Zemljopis Irana
- Popis iranskih vulkana